# London Fields
London Fields é um filme de suspense e mistério de 2018, dirigido por Mathew Cullen, com roteiro de Roberta Hanley e Martin Amis, baseado no romance de 1989 de Amis, de mesmo nome. O filme é estrelado por Billy Bob Thornton como Samson Young, um escritor em estado terminal que sofre de bloqueio de escritor há 20 anos. O elenco também inclui Amber Heard, Jim Sturgess, Theo James, Jason Isaacs, Cara Delevingne, Obi Abili e Jaimie Alexander.
Ele foi selecionado para ser exibido na seção Apresentações Especiais do Festival de Toronto 2015, mas mais tarde foi retirado da lista do festival depois que o diretor Mathew Cullen processou os produtores do filme, acusando-os de fraude e usando seu nome para promover uma parte do filme que ele não apoiava. Depois que os produtores chegaram a um acordo com Heard em um processo separado, London Fields foi lançada nos cinemas nos Estados Unidos em 26 de outubro de 2018, e foi um fracasso crítico e comercial.

## Sinopse
Nicola Six tem poderes clarividentes e descobre que ela morrerá nas mãos de um homem. Ela começa um caso com três homens para descobrir qual deles é o assassino.
A história começa com Samson Young.

## Elenco
- Billy Bob Thornton como Samson Young
- Amber Heard como Nicola Six
- Jim Sturgess como Keith Talent
- Theo James como Guy Clinch
- Jason Isaacs como Mark Asprey
- Jaimie Alexander como Hope Clinch
- Cara Delevingne como Kath Talent
- Obi Abili como Thelonius
- Gemma Chan como Petronella
- Lily Cole como Trish Shirt

O então marido de Heard, Johnny Depp, tem uma participação especial não creditada como Chick Purchase.

## Produção
David Cronenberg foi envolvido em 2001 para fazer uma adaptação cinematográfica do livro, e Amis escreveu um rascunho do roteiro. No entanto, Cronenberg deixou o filme para dirigir A History of Violence e Eastern Promises. Outros diretores cogitados incluem David Mackenzie e Michael Winterbottom. O filme entrou em produção com Mathew Cullen em setembro de 2013 em Londres, Inglaterra.

## Trilha sonora
A trilha sonora foi escrita e produzida por Toydrum, Benson Taylor e Adam Barber, e apresenta música de Grinderman e London Grammar.

## Lançamento
Em setembro de 2015, a Lionsgate e a Grindstone adquiriram direitos de distribuição do filme com a intenção de lançá-lo através do Lionsgate Premiere. Embora o filme tenha sido exibido para a imprensa e a indústria no Festival Internacional de Cinema de Toronto de 2015, três exibições programadas para o público foram canceladas pelo Festival por causa de uma disputa legal entre o diretor e o produtor. Em 2016, foi relatado que a Lionsgate abandonou o filme.
O trailer oficial de London Fields estreou em 5 de junho de 2018. O filme foi lançado nos cinemas na Rússia em 20 de setembro de 2018, seguido por um lançamento nos Estados Unidos em 26 de outubro de 2018 por GVN Releasing, um pequeno distribuidor que anteriormente se concentrava em filmes religiosos. Segundo o The Hollywood Reporter, "alguns poucos cinemas" nos Estados Unidos exibiram um trecho do filme que foi elaborado pelo diretor Mathew Cullen, mas essa versão não foi amplamente exibida e não foi o filme exibido para os críticos.

### Questões legais
Em setembro de 2015, o filme foi retirado do Festival Internacional de Cinema de Toronto, depois que Mathew Cullen, apoiado pelo elenco do filme, entrou com uma ação contra os produtores do filme, por fraude, falta de pagamento e remoção do corte final. Em nota, a organização do festival declarou: "Com incerteza em relação à visão criativa da versão do filme, marcado para ser exibido em 18 de setembro, sentimos que é apropriado removê-lo da agenda”. Cullen entrou com o processo alegando que o produtor Chris Hanley e seus associados "prepararam secretamente sua própria versão do filme" colocando imagens violentas. O texto da ação indica que foram inseridas "imagens incendiárias que lembram pessoas que pularam dos prédios em chamas do 11 de setembro, editadas junto com pornografia", de acordo com o jornal The New York Times. Em nota, os produtores disseram que estavam profundamente desapontados com a decisão do festival de retirar o filme de cartaz. O produtor Christopher Hanley se defendeu ao dizer que Cullen não entregou o filme dentro do orçamento e do prazo.
Em novembro de 2016, um segundo processo foi aberto pelo produtor do filme Christopher Hanley e sua esposa, a roteirista Roberta Hanley, que processaram Amber Heard em US$10 milhões. De acordo com a acusação, a atriz se recusou a gravar sequências de nudez e sexo simulado e convenceu o diretor a cortar várias de suas cenas provocativas do roteiro, situações que estavam claras no contrato por ela assinado: "Heard tinha consciência da natureza do papel e do teor do roteiro, que sempre foi lascivo, provocador e repleto de cenas de nudez", diz o texto oficial mostrado pela revista Variety. Seu comportamento fez com que trechos importantes da trama fossem excluídos e/ou reescritos. Além da quebra de contrato, Amber também é acusada de conspiração com o diretor Mathew Cullen em um boicote. Na semana de exibição do filme no Festival de Toronto, Mathew abriu processo contra os produtores acusando-os de fraude por terem incluído controversas sequências que lembram os ataques de 11 de setembro e também pornografia na montagem final sem sua permissão. Ele declarou que os produtores não tinham direito de usar seu nome na promoção do filme. Presente no festival de Toronto como parte do elenco de The Danish Girl e acompanhante do então marido Johnny Depp - que foi mostrar Black Mass - Heard não aceitou divulgar London Fields e supostamente teria pressionado a organização do festival a cancelar as suas exibições. Ela, que já tinha se recusado a regravar diálogos na pós-produção, também rejeitou conceder entrevistas, contrariando outra cláusula de seu contrato. De acordo com a ação judicial, as atitudes de Amber geraram prejuízo de mais de US$10 milhões.
Heard rebateu acusando Christopher Hanley e Roberta Hanley de "exploração sexual" ao escalar uma dublê de corpo nas cenas que a atriz se negou a gravar. De acordo com o processo aberto por representantes de Amber Heard: "cenas de sexo envolvendo uma policial e um detento" que "sugerem definitivamente" que seja ela interpretando a personagem foram incluídas no filme sem a sua autorização ou ciência. A ação também clama pela posse de fotos de continuidade (utilizadas no filme para garantir a consistência do cabelo e da maquiagem dos atores) pelos Hanley após as gravações de London Fields. O casal não teria "propósito empresarial legítimo" para mantê-las. Com o processo, Amber Heard tenta impedir que London Fields seja distribuído até que as cenas, que são o objeto da disputa, sejam excluídas do filme.
Em setembro de 2018, os produtores chegaram a um acordo com Heard.

## Recepção

### Bilheteria
Em seu fim de semana de estréia, o filme arrecadou US$168,575 nos Estados Unidos em 613 cinemas, com uma média por tela de US$261, tornando-se a segunda pior bilheteria nos EUA para um amplo lançamento de um filme de todos os tempos, atrás de Proud American (2008).

### Resposta crítica
No Rotten Tomatoes, o filme tem uma classificação de aprovação de 0%, com base em críticas de 35 críticos, com uma classificação média de 2,66/10. O consenso dos críticos diz: "London Fields confunde seu amado material de origem e um elenco intrigantemente eclético, deixando o público com um possível neo-noir de interesse apenas para os curiosos mórbidos". Em Metacritic, o filme tem uma pontuação média ponderada de 16 em 100 com base em 12 críticos, indicando "aversão esmagadora".
Peter Sobczynski, do RogerEbert.com, deu ao filme 0,5/4 e o descreveu como uma "bagunça chata e extravagante que até os fãs do livro acharão quase impossível de seguir". Andrew Barker, da revista Variety, escreveu: "Apesar da fotografia exuberante e de um elenco atraente o suficiente para atrair distribuidores curiosos, essa bagunça arriscada corre o risco de sofrer o mesmo destino nas bilheterias que caem sobre sua heroína em sua rua sem saída, mas Cullen realmente merece crédito por ter chegado tão longe — às vezes você tem para tentar adaptar um livro aparentemente não adaptável apenas para saber como é realmente não adaptável".
Ao escrever para o The Independent, Kaleem Aftab classificou o filme em uma de cinco estrelas, escrevendo: "A maioria das cenas não tem ritmo, é mal executada e é acompanhada por um comentário contínuo de ação que podemos ver por nós mesmos. É a produção de um acidente de carro. Dos personagens, é apenas um não creditado Depp, o cara mais legal da sala, com seu senso de vestido elegante e costeletas longas, que sai com algum crédito".

### Premiações
Amber Heard foi indicada na categoria de pior atriz no 39º Framboesa de Ouro. 